# Time (песня Фредди Меркьюри)
«Time» (с англ. — «Время») — песня, исполненная (наряду с In My Defence) Фредди Меркьюри для одноимённого мюзикла Дейва Кларка. Несмотря на то, что сам Фредди Меркьюри не участвовал в мюзикле, эти песни в итоге были включены в диск Time и выпущены отдельным синглом, который достиг 32 места в UK Singles Chart.
Видео к песне было представлено в лондонском театре «Доминион», где состоялась мировая премьера мюзикла и где он шёл в течение двух лет.
Позднее песня «Time» стала одной из песен Фредди Меркьюри и Queen, использованных хореографом Морисом Бежаром в балете «Дом священника» (1997).

## См.также
- Time (мюзикл)
- Time (альбом)